# ساموئل آدامز
ساموئل آدامز (به انگلیسی: Samuel Adams) (زادهٔ ۲۷ سپتامبر ۱۷۲۲ - مرگ ۲ اکتبر ۱۸۰۳) سیاستمدار، فیلسوف سیاسی و یکی از بنیادگذاران ایالات متحده آمریکا بود. او پسرعموی جان آدامز بود.
وی در دورهٔ استعمار در ماساچوست به کار سیاست می‌پرداخت. وی از بنیادگذاران جمهوری‌خواهی در آمریکا و از عاملین شکل‌گرفتن فرهنگ سیاسی آمریکایی بود.

## کارنامه

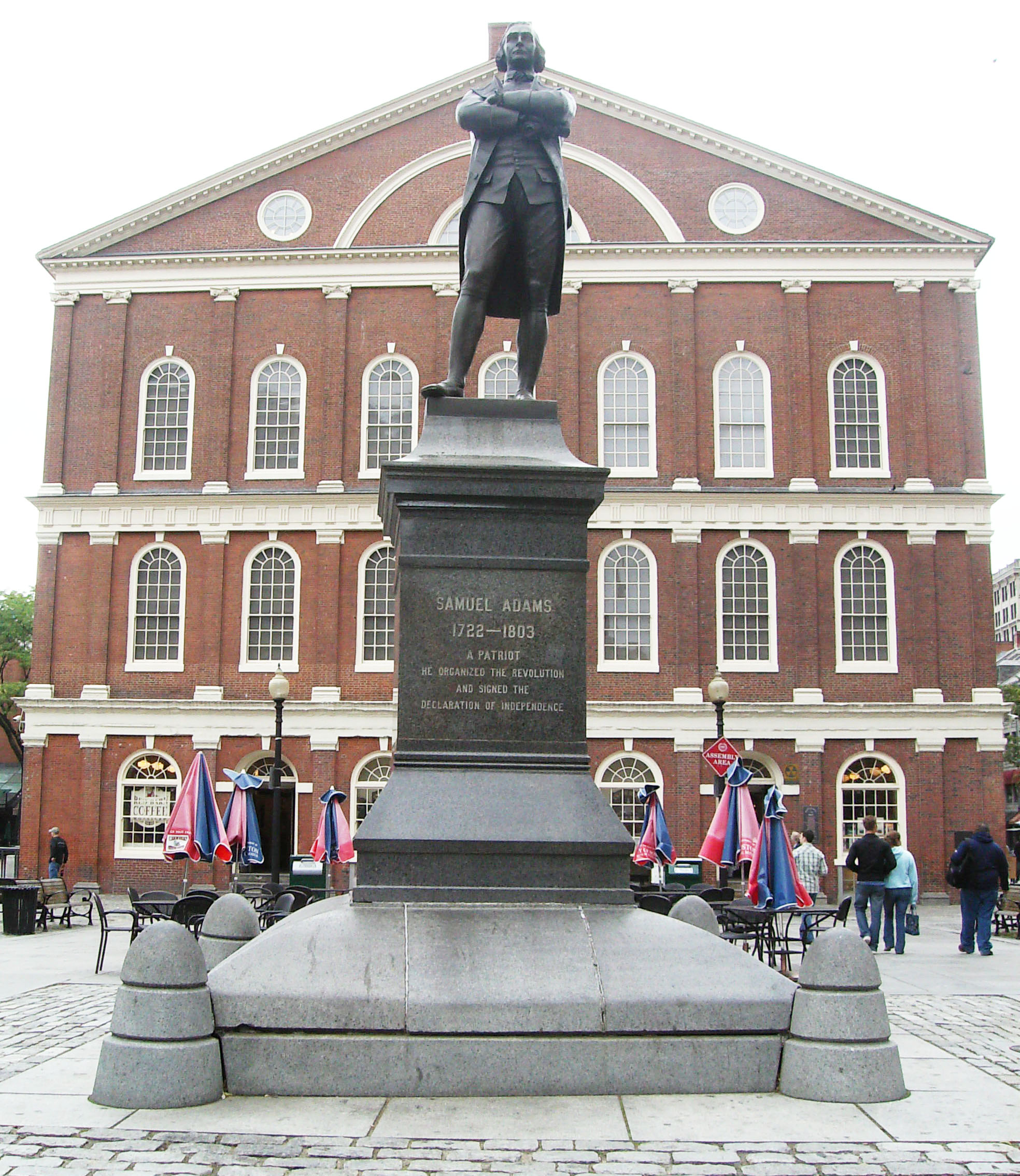
تندیس ساموئل آدامز، روبه‌روی سمت غربی فنل هال

ساموئل آدامز زادهٔ بوستون بود و دانش‌آموخته دانشگاه هاروارد. پیش از آنکه به کار سیاست داخل شود تحصیل‌دار مالیات بود و در کارش هم کامیاب. هنگامی که در دههٔ ۱۷۶۰ میلادی به سیاست پای گذارد به مخالفت با پارلمان بریتانیا پرداخت که می‌خواست از مستعمره‌های این کشور بی‌خرسندی مستعمره‌نشینان مالیات بیشتری بستاند. مقاومت مستعمره‌نشینان به خشونت بیشتر انگلیسی‌ها انجامید. در ۱۷۷۴ که پارلمان بریتانیا اعمال زور را به تصویب رساند ساموئل آدامز به کنگره قاره‌ای پیوست که به آماج اتحاد مستعمره‌نشینان برپا گشته‌بود. او از عوامل اعلام استقلال آمریکا از سوی کنگره در دو سال پس از آن بود.
با پایان انقلاب او به ماساچوست بازگشت و در سنای این ایالت به خدمت پرداخت و اندکی پس از آن فرماندار ماساچوست هم شد.
ساموئل در ۱۷۹۶ کاندیدای ریاست جمهوری آمریکا هم شد ولی ناکام ماند.